# Sanija Ozoliņa (Rennrodlerin)
Sanija Ozoliņa (* 2. Oktober 2003) ist eine ehemalige lettische Rennrodlerin, die in der Doppelsitzer-Disziplin zusammen mit Anda Upīte antrat.

## Karriere

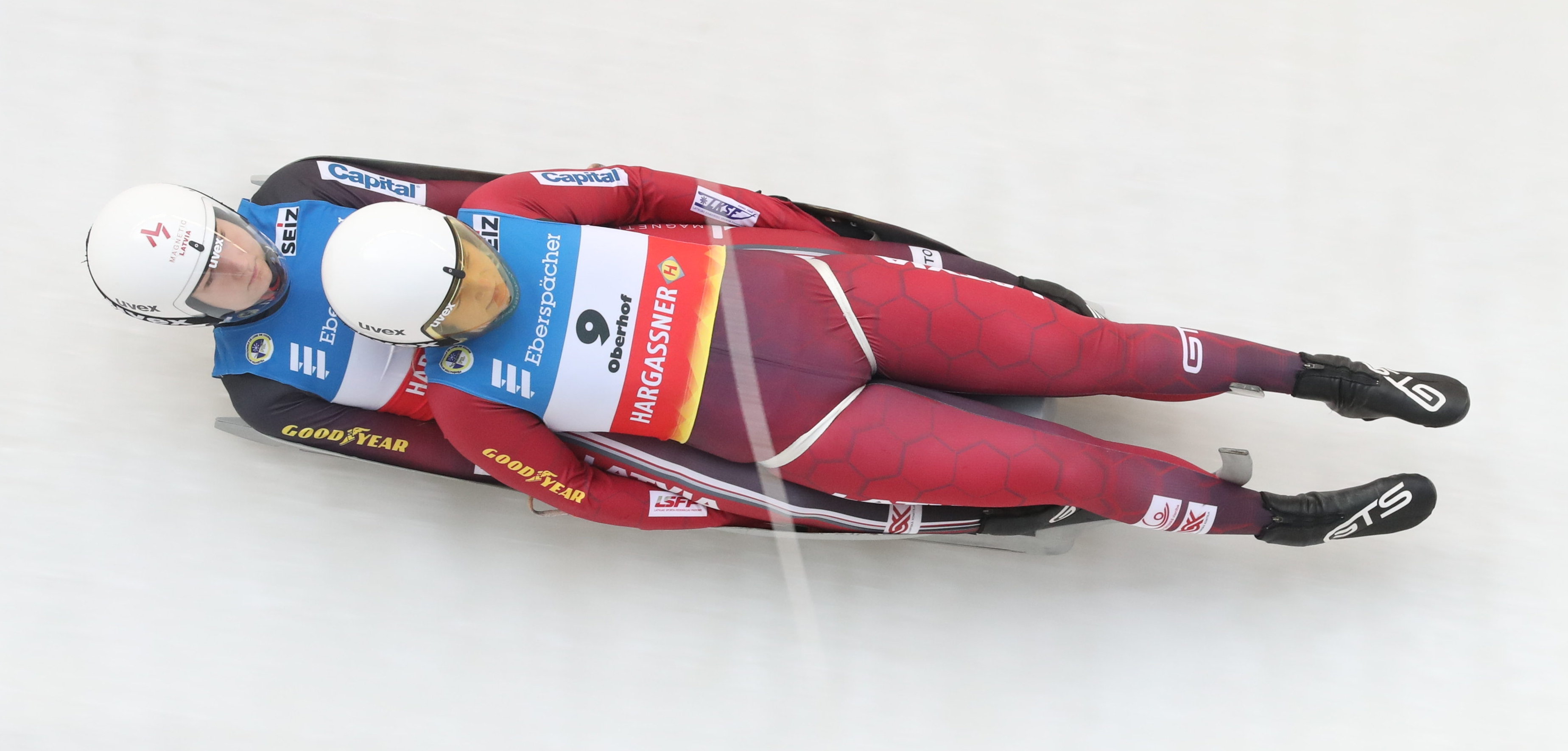
Upīte/Ozoliņa in der Bahn (Dezember 2021 in Oberhof)

Ozoliņa besuchte das Sportgymnasium in Murjāņi. Zur Saison 2021/22 führte der Rennrodel-Weltverband Fédération Internationale de Luge de Course einen Weltcup in der Frauen-Doppelsitzer-Disziplin ein, welche perspektivisch auch Teil des olympischen Programms werden sollte. Ozoliņa bildete fortan einen Doppelsitzer mit Anda Upīte. Der Weltcup wurde zunächst im Rahmen der Junioren-Weltcupveranstaltungen ausgetragen. Beim Saisonauftakt fuhren sie bei der Doppelveranstaltung im französischen La Plagne die Plätze fünf und drei ein. In Innsbruck-Igls folgte ein zweiter Platz, ehe bei der Doppelveranstaltung in Oberhof mit den Plätzen acht und sechs eher durchwachsene Ergebnisse folgten. Auch beim Weltcupfinale in Bludenz fuhren Upīte/Ozoliņa nur auf dem achten Rang. Mit 344 Weltcuppunkten beendeten sie die Gesamtwertung auf dem sechsten Platz.

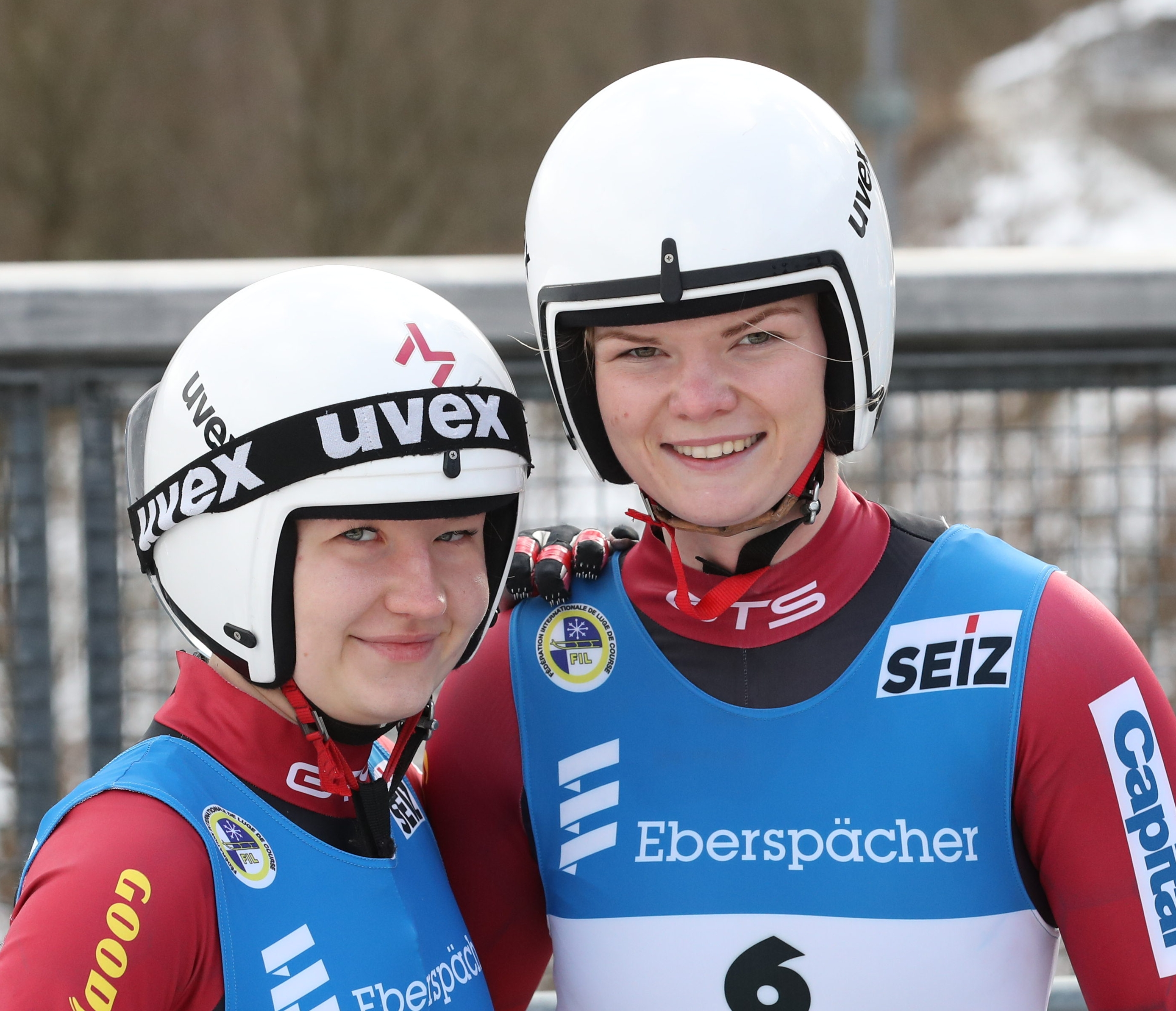
Upīte/Ozoliņa bei der Damen-Doppelsitzer-Weltmeisterschaft 2022 in Winterberg

Da die Disziplin des Frauen-Doppelsitzers noch nicht Teil des Programms der Olympischen Winterspiele 2022 war, trug der Rennrodel-Weltverband am Rande der Junioren-Weltmeisterschaften in Winterberg die 1. Women Double Luge World Championship 2022 aus. Dabei belegten Anda Upīte und Sanija Ozoliņa den siebten Rang und mussten sich unter anderem ihren Teamkolleginnen Viktorija Ziediņa und Selīna Zvilna geschlagen geben.
Nachdem das Internationale Olympische Komitee am 24. Juni 2022 die Aufnahme der Disziplin des Doppelsitzers der Frauen in das Programm für die Olympischen Winterspiele 2026 in Mailand und Cortina d’Ampezzo beschlossen hatte, fand durch die Fédération Internationale de Luge de Course die Integration des Frauen-Doppelsitzers in den Elite-Weltcup statt. In die Saison 2022/23 starteten Upīte/Ozoliņa mit einem vierten Platz in der klassischen Disziplin und einem dritten Platz im Sprint von Innsbruck-Igls. Whistler und Park City ließen sie aus, bei den Weltcups in Sigulda gewannen sie die Gold- und Silbermedaille. Bei den Race-in-Race mit der zweiten Veranstaltung in Sigulda ausgetragenen Europameisterschaften belegten sie dabei den Silberrang und gewannen die U23-Wertung.

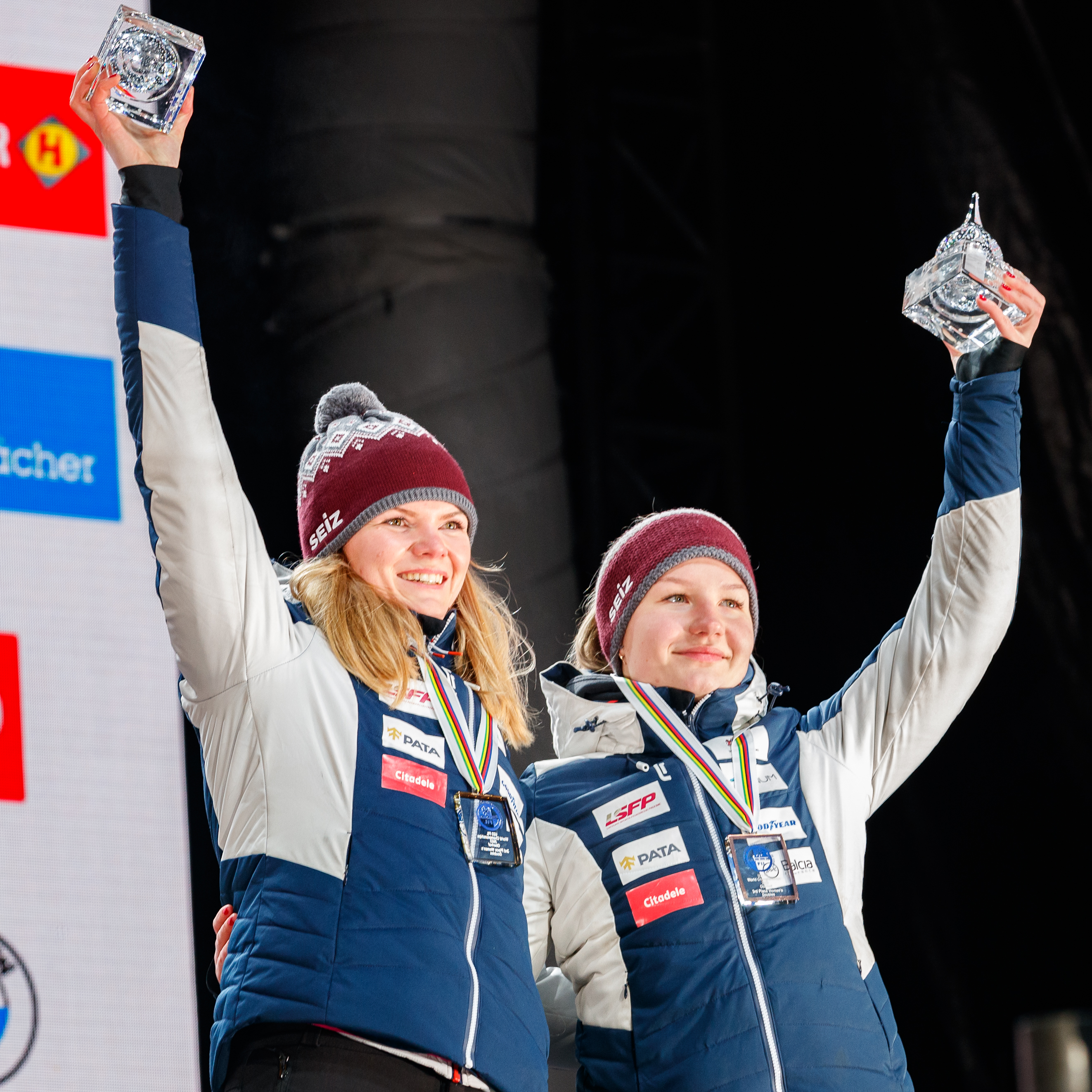
Als U23-Bronzemedaillengewinnern auf dem Podium (2023 in Oberhof)

Die Weltmeisterschaften in Oberhof beendete das lettische Doppel auf dem fünften Rang im Sprint und dem vierten Rang in der klassischen Disziplin, was ihnen die Bronzemedaille in der U23-Wertung einbrachte. Bei den nachfolgenden Weltcups in Altenberg und Winterberg belegten sie jeweils den vierten Platz, bei der Sprintaustragung in Winterberg fuhren Upīte/Ozoliņa erneut einen Weltcupsieg ein. Der Weltcup in St. Moritz–Celerina verlief hingegen enttäuschend, mit dem achten Platz fuhren die Lettinnen hier ihr schlechtestes Saisonergebnis ein. Beim Saisonabschluss in Winterberg fuhren sie erneut auf den vierten Rang und sicherten sich damit diese Platzierung auch in der Gesamtweltcupwertung bei erzielten 637 Weltcuppunkten. In der klassischen Disziplinenwertung reichte es bei 467 Punkten zu einem fünften Platz, während sie die Sprintweltcupwertung mit 170 Punkten auf dem Bronzerang beendeten.
Die Saison 2023/24 begann für Upīte und Ozoliņa durchwachsen. Beim Weltcup in Lake Placid fuhren sie auf den siebten Platz in der klassischen Disziplin und den achten Platz im Sprintrennen. Die zweite Weltcupstation in Whistler mussten sie nach einem Sturz am zweiten Trainingstag auslassen, Sanija Ozoliņa fiel aufgrund eines Schädel-Hirn-Traumas für den Rest der Saison aus. Upite ging in der Folge mit Zane Kaluma und Kitija Bogdanova an den Start; mit Kaluma gewann sie bei den Weltmeisterschaften 2024 in Altenberg in der klassischen Disziplin und der Sprintwertung die Silbermedaille und in der Teamstaffel Bronze. Aufgrund der Nachwirkungen ihrer schweren Verletzungen, gab Ozoliņa im Juni 2024 ihr Karriereende bekannt. Ihre Doppelpartnerin Anda Upīte bildete zusammen mit Zane Kaluma ein neues Doppel.

## Erfolge

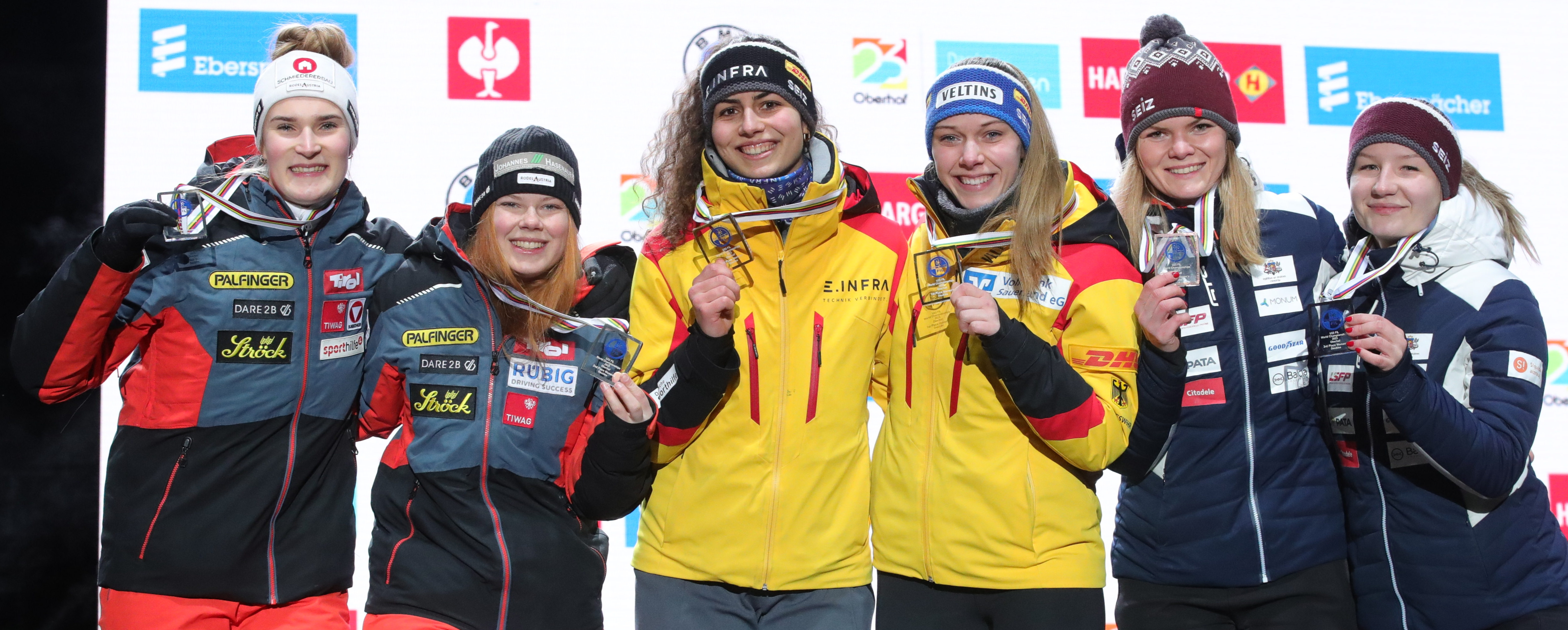
Egle/Kipp, Degenhardt/Rosenthal und Upīte/Ozoliņa auf dem U23-Podium der WM in Oberhof (2023)

Europameisterschaften
- Sigulda 2023:  im Doppelsitzer

U23-Weltmeisterschaften
- Oberhof 2023:  im Doppelsitzer

U23-Europameisterschaften
- Sigulda 2023:  im Doppelsitzer

### Gesamtweltcup
| Saison  | Platz | Punkte |
| ------- | ----- | ------ |
| 2021/22 | 6.    | 344    |
| 2022/23 | 4.    | 637    |
| 2023/24 | 17.   | 88     |

### Weltcupsiege
| Nr. | Datum            | Ort                 | Bahn                               |
| --- | ---------------- | ------------------- | ---------------------------------- |
| 1.  | 7. Januar 2023   | Sigulda             | Bob- und Rennschlittenbahn Sigulda |
| 2.  | 12. Februar 2023 | Winterberg (Sprint) | Veltins-Eisarena                   |